# Javier (Vorname)
Javier ist ein spanischer männlicher Vorname.

## Herkunft und Bedeutung
Javier ist die spanische Form des Vornamens Xavier. Sein Gebrauch war ursprünglich Ausdruck der Verehrung des Heiligen Franz Xaver, dessen Name seinerseits von der spanischen Burg Xavier (aus dem baskischen Ortsnamen Etxaberri mit der Bedeutung „das neue Haus“) abgeleitet ist.

## Namensträger
- Javier Abril Espinoza (* 1967), honduranischer Schriftsteller, Poet und Dramatiker
- Javier Aguirre (* 1958), mexikanischer Fußballspieler und -trainer
- Javier Aguirresarobe (* 1948), spanischer Kameramann
- Javier Alfonso y Hernán (1904–1988), spanischer Pianist, Komponist und Musikpädagoge
- Javier Ambrois (1932–1975), uruguayischer Fußballspieler
- Javier Ambrossi (* 1984), spanischer Schauspieler, Bühnen-, Film- und Fernsehregisseur und Autor
- Javier Aquino (* 1990), mexikanischer Fußballspieler
- Javier Artiñano (1942–2013), spanischer Bühnen- und Kostümbildner
- Javier Audirac (* 19**), mexikanischer Filmregisseur, Autor und Schauspieler
- Javier Bardem (* 1969), spanischer Schauspieler
- Javier Barros Sierra (1915–1971), mexikanischer Ingenieur, Politiker und Autor
- Javier Bosma (* 1969), spanischer Beachvolleyballspieler
- Javier Cámara (* 1967), spanischer Schauspieler
- Javier Casquero (* 1976), spanischer Fußballspieler
- Javier Castillejo (* 1968), spanischer Profiboxer
- Javier Cercas (* 1962), spanischer Schriftsteller und Journalist
- Javier Clemente (* 1950), spanischer Fußballspieler und -trainer
- Javier Colon (* 1978), US-amerikanischer R&B- und Soul-Sänger
- Javier Delgado (* 1975), uruguayischer Fußballspieler
- Javier Di Ciriaco (* 1973), argentinischer Singer-Songwriter, Sänger des Tango Argentino und ehemaliger Rocksänger
- Javier Echevarría (1932–2016), spanischer römisch-katholischer Bischof, Prälat des Opus Dei
- Javier Fernández López (* 1991), spanischer Eiskunstläufer
- Javier Fragoso (1942–2014), mexikanischer Fußballspieler
- Javier Frana (* 1966), argentinischer Tennisspieler
- Javier Gayoso (* 1997), philippinischer Fußballspieler
- Javier Guzmán (1945–2014), mexikanischer Fußballspieler
- Javier Hernández, genannt Chicharito (* 1988), mexikanischer Fußballspieler
- Javier Irureta (* 1948), spanischer Fußballtrainer
- Javier Manquillo (* 1994), spanischer Fußballspieler
- Javier Marías (1951–2022), spanischer Schriftsteller
- Javier Mariscal (* 1950), spanischer Designer und Illustrator
- Javier Márquez (* 1986), spanischer Fußballspieler
- Javier Martín de Villa (* 1981), spanischer Skibergsteiger
- Javier Martina (* 1987), niederländischer Fußballspieler
- Javier Martínez (* 1988), spanischer Fußballspieler
- Javier Mascherano (* 1984), argentinischer Fußballspieler
- Javier Milei (* 1970), argentinischer Ökonom, Autor und Politiker
- Javier Mirón (* 1999), spanischer Leichtathlet
- Javier Molina (* 1990), US-amerikanischer Boxer
- Javier Moracho (* 1957), spanischer Hürdenläufer
- Javier Nero (* 1990), US-amerikanischer Jazzmusiker
- Javier Noblejas (* 1993), spanischer Fußballspieler
- Javier Orozco (* 1987), mexikanischer Fußballspieler
- Javier Pastore (* 1989), argentinischer Fußballspieler
- Javier Pérez de Cuéllar (1920–2020), peruanischer Diplomat und Politiker; von 1982 bis 1991 Generalsekretär der Vereinten Nationen
- Javier del Pino (* 1964), spanischer Journalist und Radiomoderator
- Javier Pinola (* 1983), argentinischer Fußballspieler
- Javier Ramírez (* 1978), spanischer Radrennfahrer
- Javier Salinas (* 1972), spanischer Schriftsteller
- Javier Sánchez (* 1968), spanischer Tennisspieler
- Javier Saviola (* 1981), argentinischer Fußballspieler
- Javier Sierra (* 1971), spanischer Journalist und Autor
- Javier Solana (* 1942), spanischer Politiker
- Javier Solís (1931–1966), mexikanischer Sänger und Schauspieler
- Javier Sotomayor (* 1967), kubanischer Hochspringer
- Javier Tomeo (1932–2013), spanischer Schriftsteller
- Javier Tusell (1945–2005), spanischer Zeithistoriker und Politiker
- Javier Urruticoechea (1952–2001), spanischer Fußballspieler
- Javier Valdivia (* 1941), mexikanischer Fußballspieler
- Javier Vargas Rueda (* 1941), mexikanischer Fußballspieler
- Javier Vázquez (* 1976), puerto-ricanischer Baseballspieler
- Javier Villa (* 1987), spanischer Rennfahrer
- Javier Yubero (1972–2005), spanischer Fußballspieler
- Javier Zanetti (* 1973), argentinischer Fußballspieler
- Javier Zeoli (* 1962), uruguayischer Fußballspieler